# Konstantyn (Kayal)
Konstantyn (nazwisko świeckie Kayal) – duchowny prawosławnego Patriarchatu Antiocheńskiego, od 2011 namiestnik patriarszego monasteru św. Eliasza w Szuwajja i tytularny biskup zabadański.

## Życiorys
Urodził się w Libanie. Studiował teologię w szkole teologicznej Uniwersytetu Tesaloniczańskiego, którą ukończył z tytułem doktora teologii w zakresie liturgiki.
Służył w eparchii Gór libańskich jako duszpasterz kościoła św. Jerzego Zwycięskiego w Brummanie oraz wykładowca liturgiki w Instytucie Teologicznym św. Jana z Damaszku.
Na posiedzeniu Świętego Synodu antiocheńskiego Kościoła Prawosławnego w dniach 21-23 czerwca 2011 został wybrany wikariuszem Patriarchy Antiochii. 31 lipca 2011 w klasztorze Balamand otrzymał Chirotonię biskupią.